# Коауила де Сарагоса
Коауила де Сарагоса за кратко Коауила (на испански: Coahuila de Zaragoza) е щат в северно Мексико. Коауила е с обща площ от 149 982 км², което го прави третият по големина щат в Мексико. Коауила е с население от 2 495 200 жители. (преброяване 2005 г.) На север Коауила граничи с американският щат Тексас, където границата му съставлява 512 км от Границата между САЩ и Мексико. Столица на щата е град Салтильо.